# Кот-д’Ивуар на летних Олимпийских играх 2024
Единственную бронзовую медаль в тхэквондо принёс олимпийский чемпион 2016 года Шейк Саллах Сиссе.

## Квалификация
| № п/п | Вид спорта      | Мужчины        | Мужчины                | Женщины        | Женщины                | Всего          | Всего                  |
| № п/п | Вид спорта      | Завоевано квот | Количество спортсменов | Завоевано квот | Количество спортсменов | Завоевано квот | Количество спортсменов |
| ----- | --------------- | -------------- | ---------------------- | -------------- | ---------------------- | -------------- | ---------------------- |
| 1     | Лёгкая атлетика |                |                        | 4              | 3                      | 4              | 3                      |
| 2     | Тхэквондо       | 1              | 1                      | 2              | 2                      | 3              | 3                      |
| 3     | Фехтование      |                |                        | 1              | 1                      | 1              | 1                      |
|       | ИТОГО           | 1              | 1                      | 7              | 6                      | 8              | 7                      |

## Медали
| Медаль | Спортсмен(ы) | Вид спорта | Дисциплина | Дата |
| ------ | ------------ | ---------- | ---------- | ---- |

| Вид спорта | 1 | 2 | 3 | Всего |

| Медали по датам | Медали по датам | Медали по датам | Медали по датам | Медали по датам | Медали по датам |
| --------------- | --------------- | --------------- | --------------- | --------------- | --------------- |
| Дата            | 1               | 2               | 3               | Всего           |                 |

## Состав команды
Лёгкая атлетика
1. Мари-Жозе Та Лу
2. Джессика Гбаи[англ.]
3. Мабунду Коне[англ.]

 Тхэквондо
1. Шейк Саллах Сиссе
2. Рут Гбагби
3. Астан Батили[англ.]

 Фехтование
1. Максин Эстебан[англ.]

## Легкая атлетика
Легкоатлеты Кот-д’Ивуара выполнили нормативы для участия в Играх 2024 года, пройдя прямую квалификацию или по мировому рейтингу, в следующих соревнованиях (максимум по 3 спортсмена в каждом). 
Беговые дисциплины
Женщины
| Спортсмен       | Дисциплина | Забеги    | Забеги | Утеш. забеги | Утеш. забеги | Полуфиналы | Полуфиналы | Финал     | Финал |
| Спортсмен       | Дисциплина | Результат | Место  | Результат    | Место        | Результат  | Место      | Результат | Место |
| --------------- | ---------- | --------- | ------ | ------------ | ------------ | ---------- | ---------- | --------- | ----- |
| Мари-Жозе Та Лу | 100 м      |           |        | —            | —            |            |            |           |       |
| Мари-Жозе Та Лу | 200 м      |           |        |              |              |            |            |           |       |
| Джессика Гбаи   | 200 м      |           |        |              |              |            |            |           |       |
| Мабунду Коне    | 200 м      |           |        |              |              |            |            |           |       |

## Тхэквондо
Кот-д’Ивуар завоевал по одному месту в мужском и женском турнирах в соответствии с рейтингом WT и одно место в женском турнире по результатам Африканского квалификационного турнира 2024 года в Дакаре, Сенегал.
| Спортсмен         | Дисциплина          | Квалификация       | 1/8 финала         | Четвертьфиналы     | Полуфиналы         | Утеш. поединки     | Финал/За 3 место   | Финал/За 3 место |
| Спортсмен         | Дисциплина          | Соперник Результат | Соперник Результат | Соперник Результат | Соперник Результат | Соперник Результат | Соперник Результат | Место            |
| ----------------- | ------------------- | ------------------ | ------------------ | ------------------ | ------------------ | ------------------ | ------------------ | ---------------- |
| Шейк Саллах Сиссе | Мужчины свыше 80 кг |                    |                    |                    |                    |                    |                    |                  |
| Рут Гбагби        | Женщины до 67 кг    |                    |                    |                    |                    |                    |                    |                  |
| Астан Батили      | Женщины свыше 67 кг |                    |                    |                    |                    |                    |                    |                  |

## Фехтование
Кот-д’Ивуар получил по рейтингу FEI одно индивидуальное место в женской рапире.
| Спортсмен      | Дисциплина     | Раунд 64      | Раунд 32      | Раунд 16      | Четвертьфинал | Полуфинал     | Финал / За 3 место | Финал / За 3 место |
| Спортсмен      | Дисциплина     | Соперник Счет | Соперник Счет | Соперник Счет | Соперник Счет | Соперник Счет | Соперник Счет      | Место              |
| -------------- | -------------- | ------------- | ------------- | ------------- | ------------- | ------------- | ------------------ | ------------------ |
| Максин Эстебан | Женщины рапира |               |               |               |               |               |                    |                    |